# Тусканија (Витербо)
Тусканија (итал. Tuscania) је насеље у Италији у округу Витербо, региону Лацио.
Према процени из 2011. у насељу је живело 7226 становника. Насеље се налази на надморској висини од 189 м.

## Становништво
Према резултатима пописа становништва 2011. у општини је живело 8.145 становника.
| 1931. | 1936. | 1951. | 1961. | 1971. | 1981. | 1991. | 2001. | 2011. |
| ----- | ----- | ----- | ----- | ----- | ----- | ----- | ----- | ----- |
| 5.408 | 5.755 | 6.841 | 7.418 | 6.866 | 7.241 | 7.721 | 7.717 | 8.145 |

## Партнерски градови
- Асколи Сатријано
- Лавело (Потенца)